# I'll Remember
I'll Remember è un brano musicale della cantautrice statunitense Madonna, pubblicato come singolo nel 1994.
La canzone è stata incisa per il film 110 e lode di Alek Keshishian con Joe Pesci e Brendan Fraser.
Il brano è stato inserito nella raccolta di ballate di Madonna Something to Remember uscita nel 1995.
In Italia, fu l'ottavo singolo più venduto del 1994.

## Descrizione
Con questa canzone Madonna ha cambiato radicalmente il suo stile e la sua immagine, che era stata messa in discussione due anni prima a causa della pubblicazione del suo libro Sex, l'album Erotica e il film Body of Evidence - Corpo del reato. 
La Warner Bros. decise di utilizzare Madonna come cantante per la canzone dopo aver constatato che la maggior parte dei suoi singoli precedenti appartenuti a delle colonne sonore avevano raggiunto il successo commerciale.
"I'll Remember" ha caratteristiche di canzoni in stile fine anni settanta.
La canzone si meritò due nomination, una come "Miglior canzone scritta appositamente per un film o per la televisione" alla 37ª dei Grammy Awards  e l'altra come "Miglior canzone originale" alla 52ª dei Golden Globe Awards . Il video musicale di accompagnamento ritrae Madonna che canta la canzone in uno studio di registrazione. Il suo look venne confrontato con le immagini del video musicale del precedente singolo Rain.
La rappresentazione androgina di Madonna mentre fuma è stata apprezzata dalla critica per aver infranto le barriere di genere.

## Classifiche
| Classifica (1994) | Posizione massima |
| ----------------- | ----------------- |
| Australia         | 7                 |
| Belgio            | 25                |
| Canada            | 1                 |
| Paesi Bassi       | 28                |
| Francia           | 40                |
| Germania          | 49                |
| Irlanda           | 10                |
| Italia            | 1                 |
| Nuova Zelanda     | 37                |
| Svezia            | 9                 |
| Svizzera          | 17                |
| Regno Unito       | 7                 |
| Stati Uniti       | 2                 |

### Classifiche di fine anno
| Classifica (1994) | Posizione |
| ----------------- | --------- |
| Australia         | 41        |
| Canada            | 2         |
| Italia            | 8         |
| Stati Uniti       | 13        |